# NGC 5291/1
NGC 5291/1 је елиптична галаксија у сазвежђу Кентаур која се налази на NGC листи објеката дубоког неба.
Деклинација објекта је - 30° 24' 19" а ректасцензија 13h 47m 24,3s. Привидна величина (магнитуда) објекта NGC 5291 износи 13,9 а фотографска магнитуда 14,9. NGC 52911 је још познат и под ознакама ESO 445-30, MCG -5-33-6, PGC 48893.